# Desertifikation

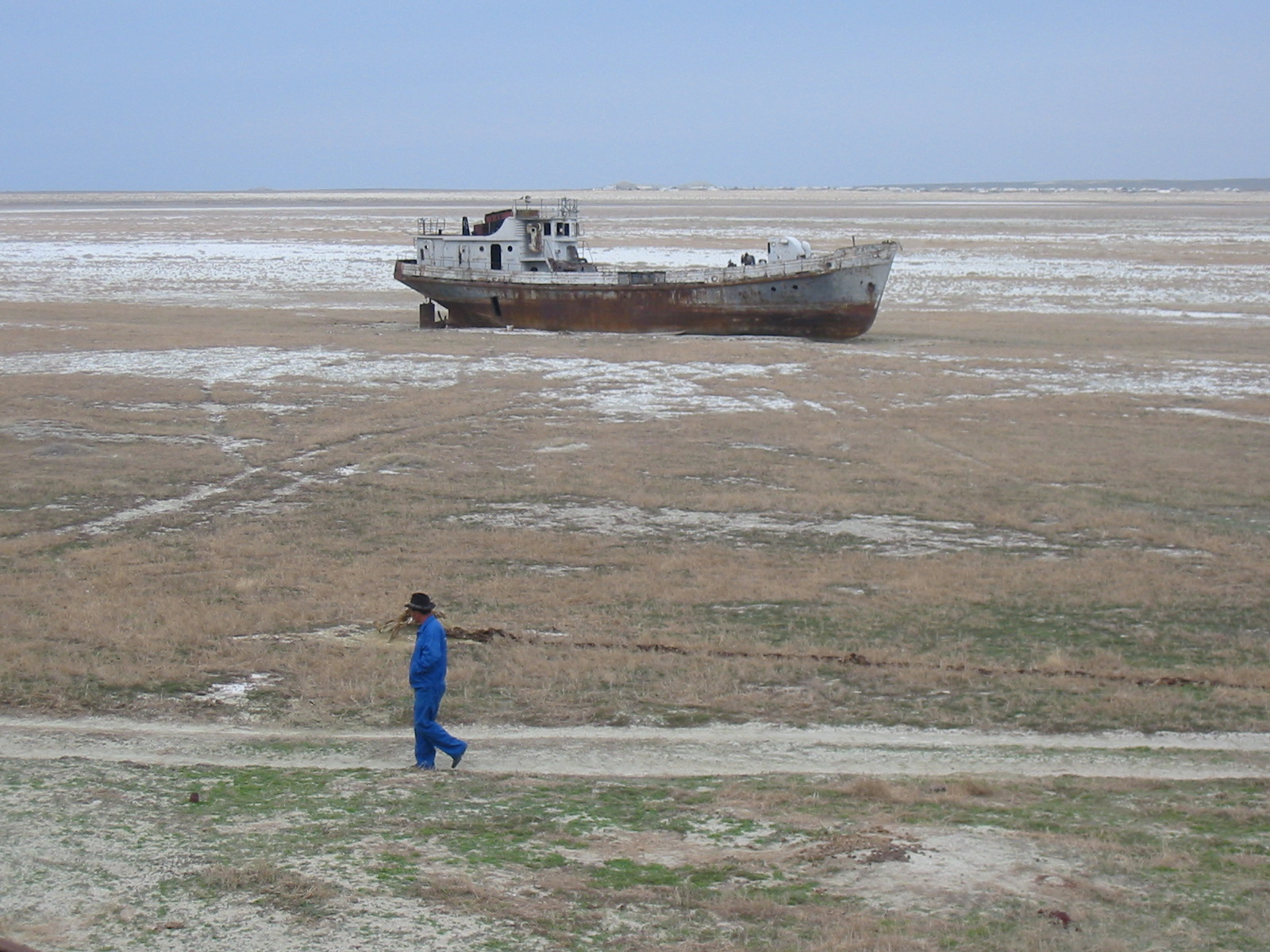
Ausgetrockneter Aralsee

Desertifikation (auch Desertation, deutsch „[fortschreitende] Wüstenbildung“, oder Verwüstung, auch Sahel-Syndrom) bezeichnet in der Bodenökologie die Verschlechterung des Bodens in relativ trockenen (ariden, semiariden und trocken subhumiden) Regionen, die durch unterschiedliche Faktoren wie Klimawandel und andere menschliche (anthropogene) Aktivitäten herbeigeführt wird. Diese Bodendegradation bewirkt die Entstehung bzw. Ausbreitung von Wüsten, Halbwüsten oder wüstenähnlichen Verhältnissen.

## Allgemeines
Wenige Autoren unterscheiden speziell Desertation für natürliche Wüstenbildung (einschließlich durch natürlichen Klimaveränderungen), und  Desertifikation für von Menschen verursachte Prozesse. Beide Begriffe leiten sich vom lateinischen desertus (= wüst), der zweite außerdem von facere (= machen; tun) ab. Voraussetzung hierfür ist der störende Eingriff des Menschen in das jeweilige Ökosystem. In der verbreitetsten Definition durch die Resolution auf der Konferenz der Vereinten Nationen über Umwelt und Entwicklung in Rio 1992 ist auch Degradation von Land durch klimatische Veränderungen enthalten.
Jedes Jahr verliert die Erde dadurch momentan etwa 12 Millionen weitere Hektar fruchtbaren Bodens (dies entspricht etwa der Ackerfläche Deutschlands), mit weiter steigender Tendenz.

## Ursachen

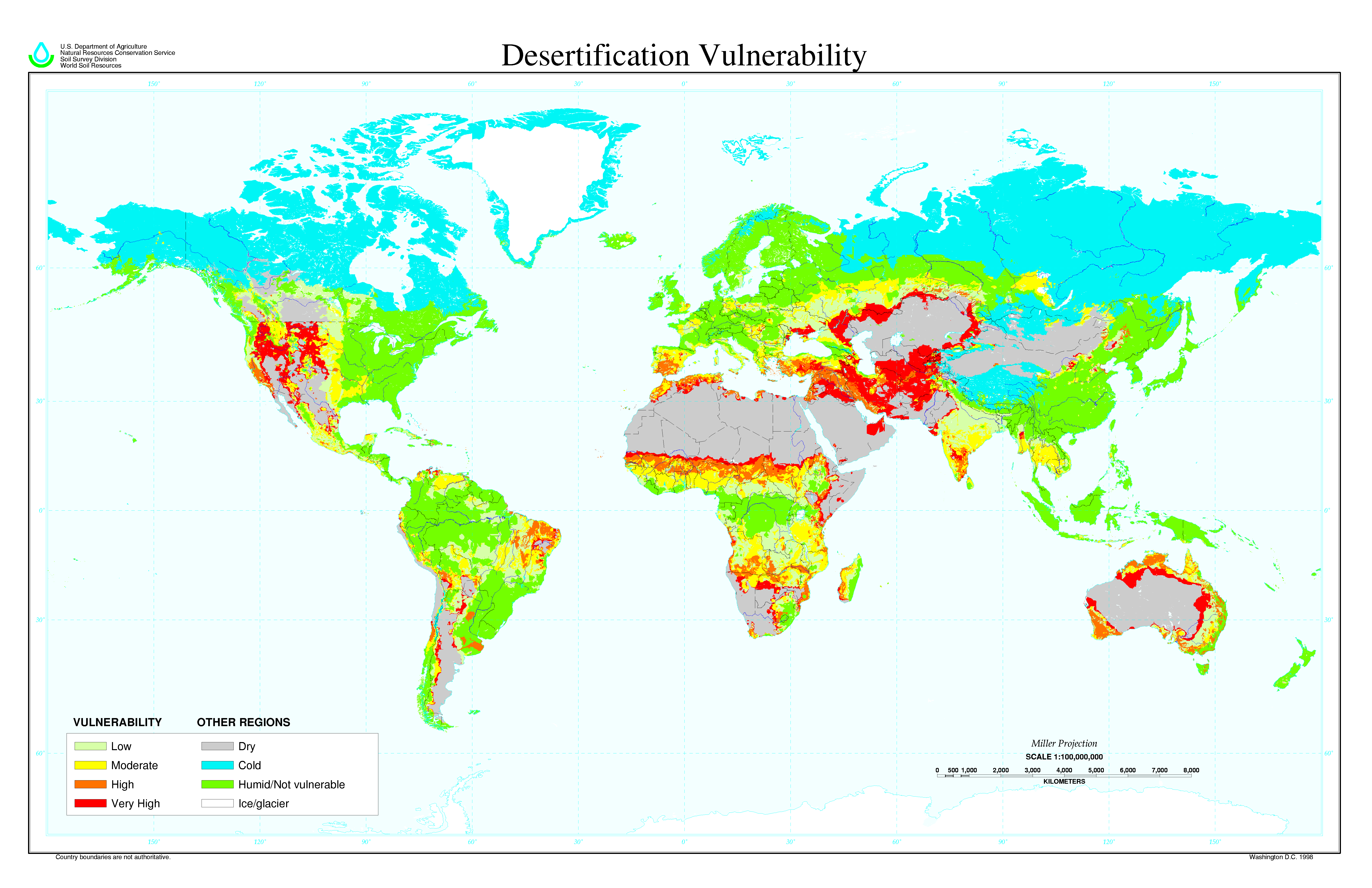
Globale Vulnerabilitätskarte über die am stärksten von Desertifikation betroffenen Gebiete.

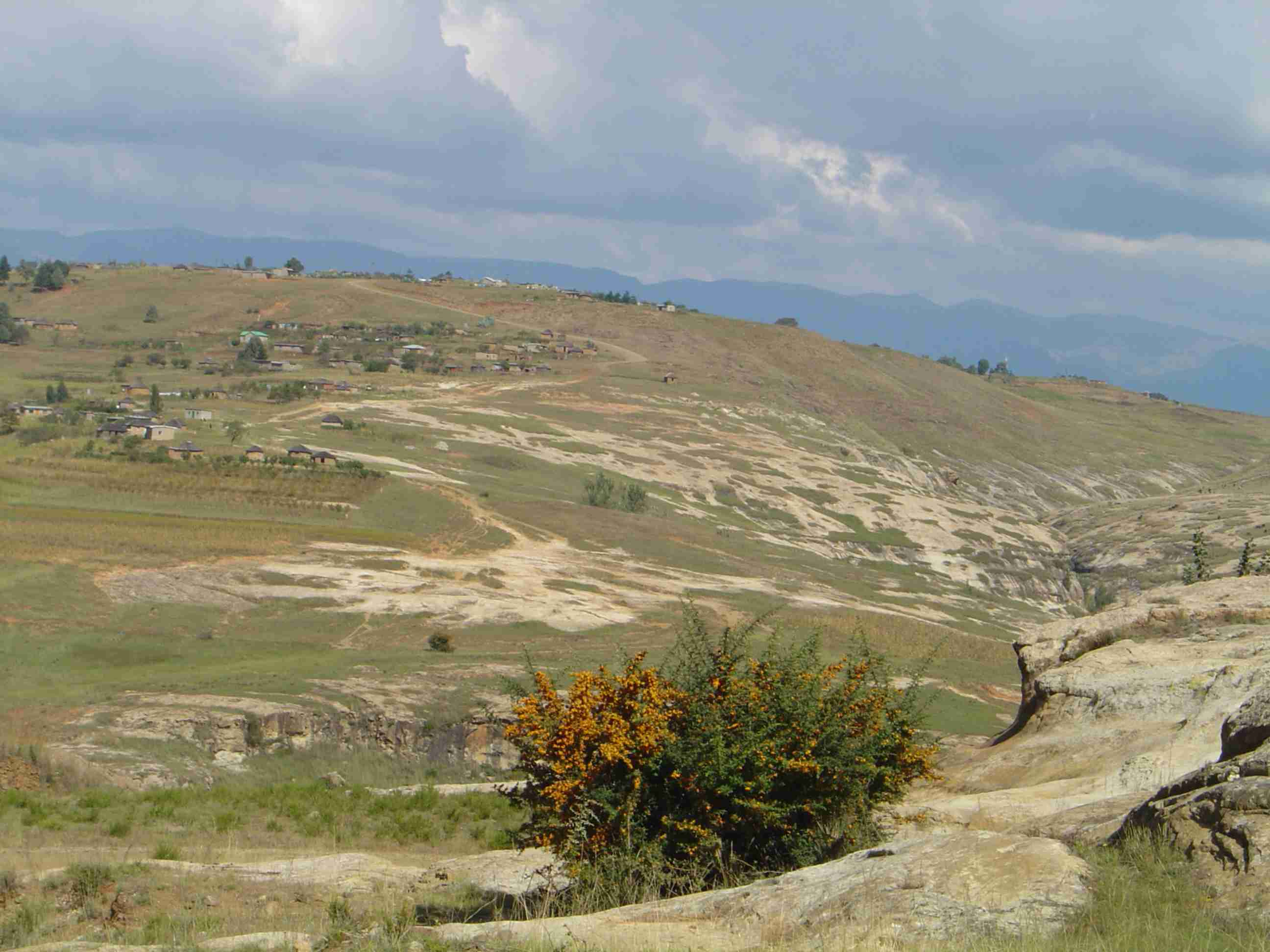
Erosion, hier in Lesotho, bedingt vielerorts die Wüstenbildung

Desertifikation kann durch Deflation (Windböen), Denudation (Wasser), Versalzung und Skelettierung fortschreiten. Die wesentlichen Ursachen der Desertifikation beruhen auf menschlichen Handlungen, die Desertifikation ist also anthropogen. Daneben spielen aber auch natürliche Schwankungen der Niederschlagsmengen eine Rolle, indem durch Dürreperioden ein Desertifikationsprozess ausgelöst oder verstärkt werden kann.
Infolge der Dürre – und damit verbunden der Hungerkatastrophe in der afrikanischen Sahelzone – gewann Anfang der 1970er Jahre das Problem der Desertifikation immer stärker an Bedeutung. In der 1977 im kenianischen Nairobi erstmals abgehaltenen „United Nations Convention to Combat Desertification (UNCCD)“ kam man zur Übereinkunft, dass die menschliche Degradierung der biologischen Grundlagen durch folgende anthropogene Eingriffe in die Natur geschieht:
- Überweidung
- Übernutzung
- Abholzung
- falsche Bewässerungsmethoden

### Überweidung
Jahrzehntelang galt es als gesichertes Wissen, dass vor allem Überweidung von ariden Gebieten die Pflanzendecke zerstört, was zu Wasser- und Winderosion führt und schließlich, durch Desertifikation, menschengemachte Wüsten hinterlässt. In der Region vor Ort Forschende haben aber seit langer Zeit auf die theoretischen und praktischen Schwächen dieses intuitiv so einleuchtenden Modells hingewiesen. Diesem neuen Ansatz zufolge kommt es in Trockengebieten normalerweise nicht zu Desertifikation durch Überweidung, weil Viehbestände durch die unvorhersagbare Abfolge von Regen- und Dürrejahren normalerweise nie eine dafür notwendige Dichte erreichen können. Die lokalen Viehhalter hätten dies seit jeher in ihre Nutzungsstrategien eingerechnet, was (zuerst oft koloniale) fremde „Experten“ schlicht nicht erkannt hätten. Außerdem seien die Klagen über Devastierung und Übernutzung jahrzehntelang gleich geblieben, ohne dass, wie vielfach vorhergesagt, die Systeme zusammengebrochen seien. Die folgende Debatte zwischen zwei Lagern, den Anhängern der „Gleichgewichts“-Theorie, für die die ökologische Tragfähigkeit des Weidelands die zentrale Größe ist, und den Anhängern der „Ungleichgewichts“-Hypothese, für die die jährliche und jährlich schwankende Regenmenge den Viehbestand so begrenzt, dass er das Weideland nicht übernutzen kann, ist bisher nicht entschieden. Es erwies sich als sehr schwer, lokal die Effekte von Wetter und Klima von denjenigen der Nutzung zu unterscheiden, eindeutige Effekte von Überweidung waren schwer nachweisbar und oft zeitlich und lokal begrenzt, was auch die Beurteilung möglicher Gegenmaßnahmen schwierig macht. Insgesamt erwiesen sich flexible, an die lokalen Verhältnisse angepasste Weideführung oft als entscheidender als die reine Betrachtung von Viehdichten. Maßnahmen wie die forcierte Anpflanzung nicht standortgerechter Baumarten anstelle von Weideland können sogar zu einer verstärkten Bodenerosion führen. Möglicherweise hat die Beweidung durch neolithische Rinderhirten die Wüstenbildung in der Sahara nach der letzten humiden Periode vor ca. 5500 Jahren nicht beschleunigt, sondern sogar verzögert.
Durch langjährige Feldforschung in der Sahelzone konnte aber zumindest gezeigt werden, dass erhöhte Viehbestände zu degradierten, weniger nutzbaren Pflanzenbeständen führen können, wenn die Viehherden nicht mehr, wie traditionell üblich, wandern, sondern durch Brunnen oder Pumpen ganzjährig an einem Ort weiden können. Insgesamt zeigte sich aber, dass gerade traditionelle Weidesysteme auch bei höheren Viehdichten nicht zwingend zu einer Desertifikation der genutzten Lebensräume führen müssen.

### Übernutzung
An zweiter Stelle ist eine unangepasste ackerbauliche Nutzung zu nennen. Verkürzte Brachezeiten, fehlerhafte Bewässerungstechniken, die Erosion begünstigendes Pflügen auf geneigten Flächen in Hangneigung und ungeeignete Pflanzen sind Ursachen von Bodenveränderungen, die zu geringerem Bewuchs und damit stärkerer Erosion führen. Durch chemische Stoffe wie Dünger oder Pestizide und maschinelle Verdichtung wird das Bodenleben beeinträchtigt, was bis zur Ausrottung von vielen im Boden lebenden Tierarten (z. B. Regenwürmer) führen kann. Auf solchen Flächen ist eine Desertifikation wesentlich wahrscheinlicher als auf Weideland.
Eine Übernutzung führt unter anderem zum Verlust von Terrassen, zur Versalzung, zum Verlust von Pflanzendecke und Nährstoffen, wodurch sich ein Teufelskreis aus Übernutzung und Desertifikation ergibt. Hinzu kommen oft eine illegale Grundwassernutzung sowie die Verwendung von Plastikplanen, die nach der Ernte in den Boden eingepflügt werden und dadurch dem Boden weiter schaden.

### Entwaldung
Schließlich ist auch die Entwaldung in Trockengebieten als wichtige Ursache der Desertifikation zu nennen. Die Gewinnung von Ackerland und der Bedarf an Brenn- und Bauholz haben in vielen ariden Gebieten der Erde den Baumbestand dramatisch reduziert, insbesondere in vielen dichtbesiedelten Regionen Afrikas, in denen Holz auch heute noch den wichtigsten Energieträger darstellt. Der fehlende Schutz durch die Baumkronen und insbesondere durch das Wurzelwerk geben den Boden der Erosion preis. Die natürliche Regeneration tropischer Trockenwälder ist häufig nicht gegeben. Allerdings ist bei höherer Beweidungsdichte oft zu beobachten, dass für das Vieh nutzbare Grasland-Ökosysteme durch nicht beweidungsfähige Strauchsavannen ersetzt werden können, vor allem in semiariden Regionen.

## Komplexe Ursachenverflechtung
Die Bekämpfung der Desertifikation gestaltet sich komplex. Übernutzung und Klimavariationen können identische Auswirkungen haben und in Rückkopplungen verbunden sein, was es sehr schwierig macht, die Ursachen für ein Vorrücken der Wüste zu identifizieren, und geeignete Gegenmaßnahmen zu treffen. Hier kommt der Erforschung der Vergangenheit (historische Desertifikation) eine besondere Rolle zu, da sie eine bessere Unterscheidung zwischen natürlichen und anthropogenen Faktoren ermöglicht. Neuere Forschungsergebnisse zur historischen Desertifikation in Jordanien lassen es dabei fraglich erscheinen, ob die aktuellen Maßnahmen zum Schutz der Vegetation und der Böden unter fortschreitendem Klimawandel zum Erfolg führen können, und ob der Einfluss des Menschen nicht deutlich überschätzt wurde. Fortschreitende Erwärmung könnte z. B. zum Absterben aufgeforsteter Wälder führen.

## Folgen
Nach Schätzungen des Millennium Ecosystem Assessment der Vereinten Nationen sind weit über eine Milliarde Menschen und etwa ein Drittel aller landwirtschaftlich nutzbaren Flächen der Erde von Bodendegradation und damit potenziell auch von Desertifikation betroffen. Dies gilt insbesondere für weite Teile Nordafrikas im Bereich der Sahelzone, für Südafrika, Zentral- und Südasien, Australien, Teile Nord- und Südamerikas sowie Südeuropa.
In der EU sind folgende 13 Staaten von Desertifikation betroffen: Bulgarien, Griechenland, Spanien, Kroatien, Italien, Zypern, Lettland, Ungarn, Malta, Portugal, Rumänien, Slowenien und die Slowakei.
Die Folgen der Desertifikation sind aus ökologischer wie ökonomischer Hinsicht tiefgreifend und dabei fast durchweg negativ. Zusammengefasst: Die land- und insbesondere forstwirtschaftliche Produktivität, Artenvielfalt und auch die Individuenzahl nehmen markant ab, was gerade in ärmeren Ländern aufgrund der dort großen Abhängigkeit von natürlichen Ressourcen sowie durch die meist geringen Reserven und Ausweichmöglichkeiten schwerwiegende Folgen haben kann. Desertifikation verringert die Verfügbarkeit von elementaren Ökosystemleistungen und gefährdet die menschliche Sicherheit. Ebenfalls hat sich durch die Desertifikation die Anzahl und Intensität von Sandstürmen in den vergangenen Jahren vervielfacht. Sie stellt daher ein wichtiges Entwicklungshindernis dar, weshalb die Vereinten Nationen das Jahr 2006 zum Internationalen Jahr der Wüsten und Wüstenbildung proklamiert haben.
Freigelegter und umgelagerter Oberboden kann von Wind fortgeweht oder von Regen weggespült werden. Die physikalische Struktur und biochemische Zusammensetzung des Bodens kann sich dadurch verschlechtern. Erosionsrinnen und -risse können entstehen und lebensnotwendige Pflanzennährstoffe von Wind oder Wasser davongetragen werden. Wenn der Grundwasserspiegel aufgrund unangemessener Drainage sowie mangelhafter Bewässerungspraktiken ansteigt, kann der Boden versumpfen oder versalzen. Wird der Boden zudem von Vieh zertrampelt und verdichtet, kann dies zur Folge haben, dass keine Pflanzen mehr wachsen und die Niederschläge nicht in den Boden eindringen können, sondern oberflächlich abfließen. Der Verlust der Vegetationsdecke ist dabei sowohl Folge als auch Ursache der Landdegradation. Bei lockerer Erde können Pflanzen durch Flugsand begraben oder ihre Wurzeln freigelegt werden. Wenn Weideland von zu vielen Tieren bzw. nicht angepassten Tierarten übermäßig beansprucht wird, können traditionelle Futterpflanzen durch übermäßigen Fraß verschwinden.

Austrocknen des Aralsees (Animation)

Einige der obengenannten Folgen können sich auch auf Menschen außerhalb der direkt betroffenen Gebiete auswirken. Verödetes Land kann zu Überschwemmungen, zu einer verringerten Wasserqualität, zu verstärkten Ablagerungen von Sedimenten in Flüssen und Seen sowie zur Verschlammung von Reservoiren und Fahrrinnen führen.
Die verursachte vervielfachte Anzahl und Intensität von Sandstürmen, führt unter anderem zu Schäden an Maschinen und zu psychischen und gesundheitlichen Belastungen (z. B. Infektionen an den Augen, Erkrankungen der Atemwege und Allergien).
Ein weiterer Aspekt ist, dass die Produktion von Nahrungsmitteln beeinträchtigt wird. Wenn die Desertifikation nicht gestoppt und rückgängig gemacht wird, werden die Erträge an Nahrungsmitteln in vielen betroffenen Gebieten abnehmen. Unterernährung, Hunger und letzten Endes Hungersnöte wären die Folge (insbesondere angesichts der wachsenden Weltbevölkerung).
Zwar hängt die Nahrungsmittelproduktion nicht nur vom Voranschreiten der Landverödung ab, man kann aber mit Gewissheit sagen, dass Desertifikation zur Entstehung von Hungersnöten beiträgt. Desertifikation stellt eine gewaltige Belastung wirtschaftlicher Ressourcen dar. Eine unveröffentlichte Studie der Weltbank legt nahe, dass die Abnahme der natürlichen Ressourcen in einem Land der Sahelzone 20 Prozent des Bruttoinlandsproduktes (BIP) dieses Staates entsprach. Weltweit, so wird geschätzt, belaufen sich die Einnahmen, auf die in den von Desertifikation direkt betroffenen Gebieten jedes Jahr verzichtet werden muss, auf ungefähr 42 Milliarden US-Dollar. Die indirekten wirtschaftlichen und sozialen Kosten für nicht unmittelbar betroffene Gebiete – etwa der Zustrom von „Umweltflüchtlingen“ und Verluste bei der Nahrungsmittelproduktion für den Binnenmarkt – können sehr viel höher sein.
Dürre und Landdegradation tragen zudem dazu bei, Krisen (z. B. wegen der Verletzung von Grenzen bei der Nahrungssuche) auszulösen, die in der Folge dadurch verschärft werden, dass Nahrungsmittel unzureichend verteilt werden und die Bevölkerung keinen Zugang zu ihnen hat. Aufgrund von Kriegen, Dürren und Landdegradation in Trockengebieten sind in Afrika viele Menschen innerhalb ihres Landes vertrieben oder gezwungen worden, in andere Länder abzuwandern. Die Umweltressourcen in Städten und Lagern, in denen diese Menschen sich niederlassen, sowie in deren Umgebung sind erheblichen Belastungen ausgesetzt (z. B. durch Kahlschlag der verbleibenden Vegetation). Schwierige Lebensbedingungen und der Verlust kultureller Identität untergraben die Stabilität sozialer Gefüge.

## Gegenmaßnahmen

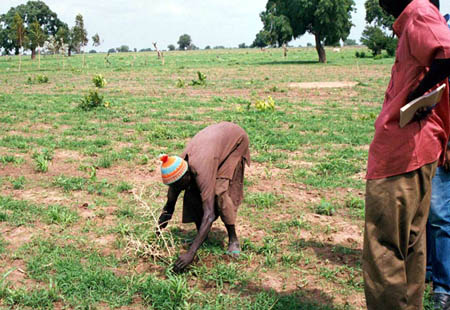
Wiederaufforstungsprojekt in Senegal, um die Desertifikation aufzuhalten

Die Konvention zur Bekämpfung der Desertifikation wird durch Nationale Aktionsprogramme (NAPs) umgesetzt.
Von den Unterzeichnerstaaten der Konvention wird erwartet, dass sie sich mit ihrer Rolle bei der Unterstützung dieser Programme auseinandersetzen und einen ganzheitlichen, integrierten und beteiligungsorientierten Ansatz zur Bewirtschaftung von natürlichen Ressourcen in den Ökosystemen der Trockengebiete anvisieren.
Das heißt, wenn die betroffenen Staaten zusammen mit helfenden Staaten ein nationales Aktionsprogramm entwickelt haben und es konkrete Projekte gibt, können diese von Gebern direkt (z. B. finanziell) unterstützt werden.
Bis März 2008 wurden 102 Nationale Aktionsprogramme (NAPs) ausgearbeitet und verabschiedet. Sie sind Referenzpunkte für laufende Planungsprozesse zur Verminderung der Armut und zur nachhaltigen Entwicklung in Trockengebieten, quasi ein Kontrollmechanismus für die Konvention, um zu sehen, ob ihre Bemühungen fruchten.
Die Bemühungen zur Bekämpfung der Desertifikation sollen außerdem in andere Entwicklungsrahmenprogramme integriert werden (z. B. Landdegradation und die Linderung der Armut). Zu diesen beiden Zielen gehören eine verbesserte Nahrungsmittelversorgung, Bildungs- und Ausbildungsmaßnahmen für die Menschen, die Stärkung von Kapazitäten auf lokaler Ebene und die Mobilisierung nichtstaatlicher Organisationen. In den nationalen Aktionsprogrammen wird versucht langfristige Strategien, mit der Teilnahme der lokalen Bevölkerung, zu realisieren. Denn nur wenn die Bevölkerung politische Prozesse mitgestalten kann, wird sie sich mit den daraus resultierenden Strategien identifizieren. Anvisierte Prioritäten sind vorbeugende Maßnahmen und die Förderung des Engagements für nachhaltige Aktivitäten der Menschen, die das Land bewirtschaften und von ihm abhängig sind.
Von den Nationalen Aktionsprogrammen (NAPs) wird (Stand 2008) erwartet, wesentliche Finanzmittel aus externen Quellen zu mobilisieren. NAPs beschreiben auch konkrete Schritte und Maßnahmen sowie die Verpflichtungen der Regierungen, ein „günstiges Umfeld“ zu schaffen.
Insgesamt lässt sich also eine wirksame Gegenstrategie gegen Desertifikation im Regelfall nur durch ein solches Maßnahmenpaket mit sowohl klimatischen und forst- und landwirtschaftlichen wie auch sozialen und politischen Aspekten umsetzen (z. B. Afrikas Grüne Mauer im Sahel oder Chinas Grüne Mauer). Das heißt, dass sich auf lokaler Ebene beispielsweise Wiederaufforstungsprojekte zusammen mit der Anlage von Waldschutzstreifen nur dann dauerhaft umsetzen lassen, wenn in der lokalen Bevölkerung einerseits ein Problembewusstsein und andererseits eine Alternative zum Feuerholz existiert. Dabei sind auch Fragen des lokalen Bevölkerungswachstums, der Armut und der Verstädterung entscheidend, da sie derartige Alternativen oft unmöglich machen können. Ein (nach früheren Misserfolgen teurer monothematisch und technisch orientierter Programme) eher erfolgversprechender Ansatz wird als Farmer Managed Natural Regeneration bezeichnet. Er erwies sich etwa in den Regionen Maradi und Zinder im Niger als unerwartet erfolgreich.
Als Maßnahme vor Ort gegen die Desertifikation werden oft Stein- oder Lehmwälle errichtet, um das geringe Aufkommen an Niederschlägen aufzustauen. Dabei reicht es aus, 30 bis 40 cm hohe Anlagen zu errichten. Gleichzeitig müssen in der Regel Bildungsmaßnahmen für die Bevölkerung hinsichtlich der Wartung der Dämme erfolgen, damit Schäden durch Wasser, Viehtritt und andere Faktoren jährlich vor der Regenzeit behoben werden. Auf den entstandenen Feldern können in der Folge Futterpflanzen, wie zum Beispiel Hirse, angepflanzt werden. Eine andere Möglichkeit ist die Anlage von Hecken und Rainbepflanzungen.
Eine weitere Strategie gegen die Ausbreitung der Wüste könnte der Einsatz von sparsamen Öfen bzw. von Solarkochern sein. Da sie deutlich weniger bzw. gar kein Brennholz benötigen, sinkt auch die Brennholzentnahme. Durch die einfache Bauweise dieser fortschrittlichen Geräte soll es den Anwohnern ermöglicht werden, selbst einen solchen Ofen zu bauen. Diese Methode stärkt die eigene Wirtschaft und reduziert die Abholzung. Ein weiterer Ansatzpunkt, in Zentralasien, ist die bessere Wärmedämmung der Häuser, da so weniger Brennholz zur Beheizung benötigt wird.
Ein in der Entwicklungszusammenarbeit häufig diskutierter und vielversprechender Ansatz sind agrarforstliche Maßnahmen. Dabei werden auf Ackerflächen Bäume gepflanzt. Diese bremsen die Erosionswirkung des Windes und mindern durch ihren Schattenwurf die Verdunstungsverluste; so wirken sie der Austrocknung der Böden entgegen.
Es ist auch notwendig, ökonomische und politische Probleme der betroffenen Länder zu reduzieren, um eine wirksame und langfristige Bekämpfung der Desertifikation zu erreichen.

## Belege
1. ↑  Definition nach UNCCD (Memento vom 11. Januar 2008 im Internet Archive); auf der Website des UN-Umweltprogrammes, abgerufen am 29. Dezember 2007.
2. ↑  Desertation im Lexikon der Biologie. Spektrum der Wissenschaft; abgerufen am 7. September 2017.
3. ↑  Report of the United Nations Conference on Environment and Development, Rio de Janeiro, 3-14 June 1992. Volume I: Resolutions Adopted by the Conference. United Nations . New York, 1993. Chapter 12, Managing fragile ecosystems: combating desertification and drought. Def. auf S. 149. „Desertification is land degradation in arid, semi-arid and dry sub-humid areas resulting from various factors, including climatic variations and human activities.“
4. 1 2 3  Die schleichende Katastrophe. In: Das Parlament, Ausgabe 32–33 2010.
5. ↑  Andrew Warren: Changing Understandings of African Pastoralism and the Nature of Environmental Paradigms. Transactions of the Institute of British Geographers  20 (2), 1995, S. 193–203.
6. ↑  Andrew Warren and Lennart Olsson: Desertification: Loss of Credibility Despite The Evidence. Annals of Arid Zone 42 (3/4), 1995, S. 271–287.
7. ↑  Susanne Vetter: Equilibrium and non-equilibrium in rangelands – a review of the debate. In Susanne Vetter (Hrsg.): Rangelands at equilibrium and non-equilibrium. Recent Developments in the debate around Rangeland ecology and Management. Published by Programme for Land and Agrarian Studies (PLAAS) School of Government, University of the Western Cape, Cape Town, South Africa, 2004, ISBN 1-86808-609-7.
8. ↑  Lawrence M. Kiage (2013): Perspectives on the assumed causes of land degradation in the rangelands of Sub-Saharan Africa. Progress in Physical Geography 37(5): 664–684. doi:10.1177/0309133313492543
9. ↑  Nick Middleton (2018): Rangeland management and climate hazards in drylands: dust storms, desertification and the overgrazing debate. Natural Hazards 92: S57–S70. doi:10.1007/s11069-016-2592-6
10. ↑  Pierre Hiernaux: Equilibrium and non-equilibrium behaviours of range vegetation dynamics in the Sahel. In Susanne Vetter (Hrsg.): Rangelands at equilibrium and non-equilibrium. Recent Developments in the debate around Rangeland ecology and Management. Published by Programme for Land and Agrarian Studies (PLAAS) School of Government, University of the Western Cape, Cape Town, South Africa, 2004, ISBN 1-86808-609-7.
11. ↑  J. Martínez‐Fernández, M.A. Esteve (2005): A critical view of the desertification debate in southeastern Spain. Land Degradation and Development 16 (6): 529-539. doi:10.1002/ldr.707
12. ↑  Chris Brierley, Katie Manning, Mark Maslin Pastoralism may have delayed the end of the green Sahara. Nature Communications 9, Article number: 4018. doi:10.1038/s41467-018-06321-y (open access)
13. ↑  Sabine Miehe, Jürgen Kluge, Henrik von Wehrden, Vroni Retzer (2010): Long-term degradation of Sahelian rangeland detected by 27 years of field study in Senegal. Journal of Applied Ecology 47: 692–700. doi:10.1111/j.1365-2664.2010.01815.x
14. ↑  Franziska Dürmeier: Spanien: „Wir verlieren unwiderruflich die besten Böden“. In: www.sueddeutsche.de. 30. Juni 2019, abgerufen am 30. Juni 2019.
15. ↑  Gregory P. Asner, Andrew J. Elmore, Lydia P. Olander, Roberta E. Martin, A. Thomas Harris (2004): Grazing systems, ecosystem response, and global cange. Annual Review of Environment and Resources  29: 261–299. doi:10.1146/annurev.energy.29.062403.102142
16. ↑  Europäischer Rechnungshof: Bekämpfung der Wüstenbildung in der EU: Den bisherigen Schritten mangelt es an Kohärenz, kritisieren die EU-Prüfer. (PDF) In: eca.europa.eu. 18. Dezember 2018, abgerufen am 19. Dezember 2018.
17. 1 2 3  Vgl.: Factsheet 3 der Konvention der Vereinten Nationen zur Bekaempfung der Desertifikation, veröffentlicht vom Sekretariat der UNCCD im Jahr 2008 Fact sheet 03 (Memento vom 24. Januar 2011 im Internet Archive; PDF)
18. ↑  Vgl.:Factsheet 4 der Konvention der vereinten Nationen zur Bekämpfung der Desertifikation, herausgebracht 2008, gelesen am 24. März 2011, aus: Fact sheet 04 (Memento vom 24. Januar 2011 im Internet Archive; PDF-Datei)
19. ↑  Jan Sendzimir, Chris P. Reij, Piotr Magnuszewski  (2011): Rebuilding Resilience in the Sahel: Regreening in the Maradi and Zinder Regions of Niger. Ecology and Society 16(3):1. doi:10.5751/ES-04198-160301 (open access)
20. ↑  Hans-Heinrich Bass, Klaus von Freyhold und Cordula Weisskoeppel: Wasser ernten, Bäume schützen: Ernährungssicherung im Sahel, Bremen 2013 (PDF-Datei; 2,79 MB)